# Jiao Guorui
Jiao Guorui (chinesisch  焦國瑞; * 16. Oktober 1923 in Jiaojiazhung, Provinz Hebei, China; † 6. August 1997 in Beijing) war ein Arzt für Traditionelle chinesische Medizin (TCM) an der Akademie für TCM in Beijing, Professor und Mitglied der Expertenkommission sowie Gründer und Leiter des Chinesischen Forschungsinstituts für Qigong. Er entwickelte  das Lehrsystem Qigong Yangsheng.

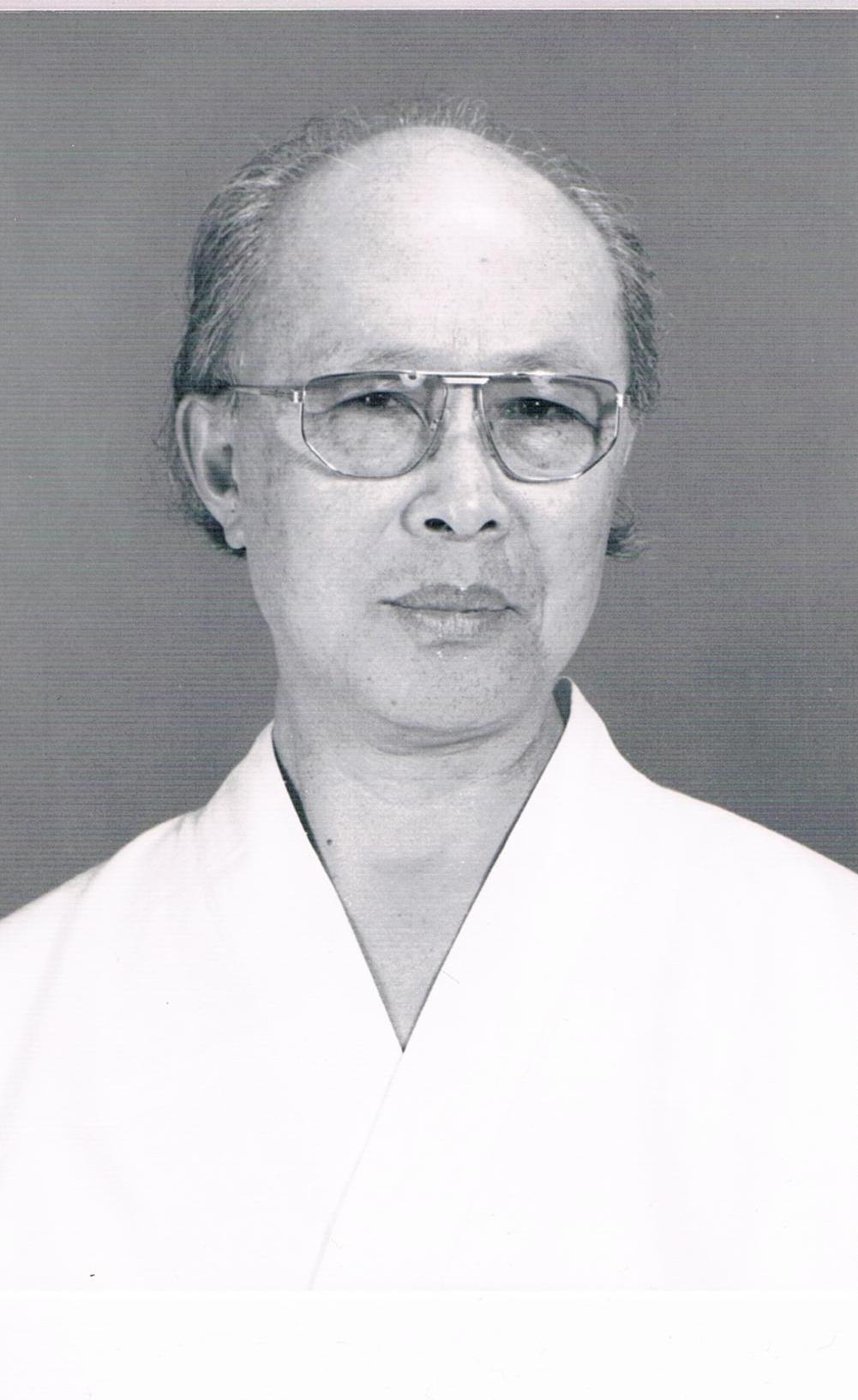
Jiao Guorui

## Leben
Über einen als Arzt tätigen Onkel, mit dem er in der Kindheit viel Zeit verbrachte, kam er früh in Kontakt mit der Traditionellen Chinesischen Medizin; ebenfalls bereits als Kind begann er, unterschiedliche Kampfkünste zu erlernen. Nach Jahren der Ausbildung und des Praktizierens als Arzt galt der Schwerpunkt seiner Tätigkeit in späteren Jahren der Erforschung und Vermittlung verschiedener Methoden des Qigong und traditioneller Prinzipien der Lebenspflege (Yangsheng). Jiao sammelte die Erkenntnisse zahlreicher bedeutender Lehrer, entwickelte sie weiter, erprobte ihre heilkundliche Relevanz und erstellte auf dieser Grundlage sein Lebenswerk: das umfangreich dokumentierte und für die Verbreitung didaktisch aufbereitete Lehrsystem Qigong Yangsheng. Es umfasst eine Reihe von Übungsmethoden (Übungen-in-Ruhe, Übungen-in-Bewegung, Methode der induzierten Bewegung), deren Hauptaspekt die gesundheitsfördernde Wirkung ist. Dieses heute weit verbreitete und anerkannte System wurde ab 1984 in Deutschland bekannt. In diesem Jahr besuchte Jiao als Mitglied einer Delegation des chinesischen Gesundheitsministeriums München und Bonn.
Später hielt er sich regelmäßig für längere Zeit im Rheinland auf, um Qigong Yangsheng zu unterrichten. Aus dem Kreis der ersten Schüler heraus wurde 1991 die Medizinische Gesellschaft für Qigong Yangsheng e. V. mit Sitz in Bonn gegründet. Sie versteht sich als wissenschaftliche Einrichtung im Bereich der Gesundheitsbildung, die das Erbe von Jiao lebendig halten und aktiv zu einer weiteren Verbreitung seines Lehrsystems beitragen möchte. Zu diesem Zweck bietet die Gesellschaft Qigong-Kurse an, Ausbildungen und Weiterbildungen in Qigong Yangsheng, Fachvorträge, kulturelle Veranstaltungen und Studienreisen nach China; außerdem gibt sie jährlich die Zeitschrift für Qigong Yangsheng heraus.

## Werke
- Qigong Yangsheng. Chinesische Übungen zur Stärkung der Lebenskraft. Hrsg. Gisela Hildenbrand, Klaus Wersche, Frankfurt am Main 2011 (10. Auflage), ISBN 978-3-596-12948-5.
- Qigong Yangsheng. Gesundheitsfördernde Übungen der traditionellen chinesischen Medizin. Hrsg. Gisela Hildenbrand, Kulmbach 2012 (8. Auflage), ISBN 978-3-942320-57-3.
- Lehrsystem Qigong Yangsheng. Unterrichtsmaterialien. Hrsg. Gisela Hildenbrand, Kulmbach 2019, ISBN 978-3-947566-78-5.
- Leitgedanken zu Qigong Yangsheng in Kalligraphien. Hrsg. Gisela Hildenbrand, Uelzen 2000, ISBN 3-88136-203-7.
- Die 15 Ausdrucksformen des Taiji-Qigong. Hrsg. Gisela Hildenbrand, Uelzen 2009 (10. Auflage), ISBN 978-3-88136-171-2.
- Die 8 Brokatübungen. Hrsg. Gisela Hildenbrand, Kulmbach 2012 (7. Auflage), ISBN 978-3-942320-56-6.
- Das Spiel der 5 Tiere. Hrsg. Gisela Hildenbrand, Kulmbach 2012 (5. Auflage), ISBN 978-3-936897-92-0.
- Emei-Methode zur Regulierung der Lebenskraft. Hrsg. Manfred Geißler, Gisela Hildenbrand, Christa Zumfelde-Hüneburg, Kulmbach 2020 (2. Auflage), ISBN 978-3-96474-349-7
- Ein kurzer Abriß von Ursprung und Entwicklung von Qigong und Yangshen. In: Woche der chinesischen Medizin in München, hrsg. von der Gesundheitsbehörde der Landeshauptstadt München, Verlag R.S. Schulz, 1986, ISBN 978-3-7962-0158-5